# Philodromus histrio
Philodromus histrio là một loài nhện trong họ Philodromidae.
Loài này thuộc chi Philodromus. Philodromus histrio được miêu tả năm 1819 bởi Latreille.